# Adjuto Afonso
Adjuto Afonso (Manaus), é um político brasileiro, filiado ao UNIÃO. Nas eleições de 2022, foi eleito deputado estadual por AM.